# Starkenberger

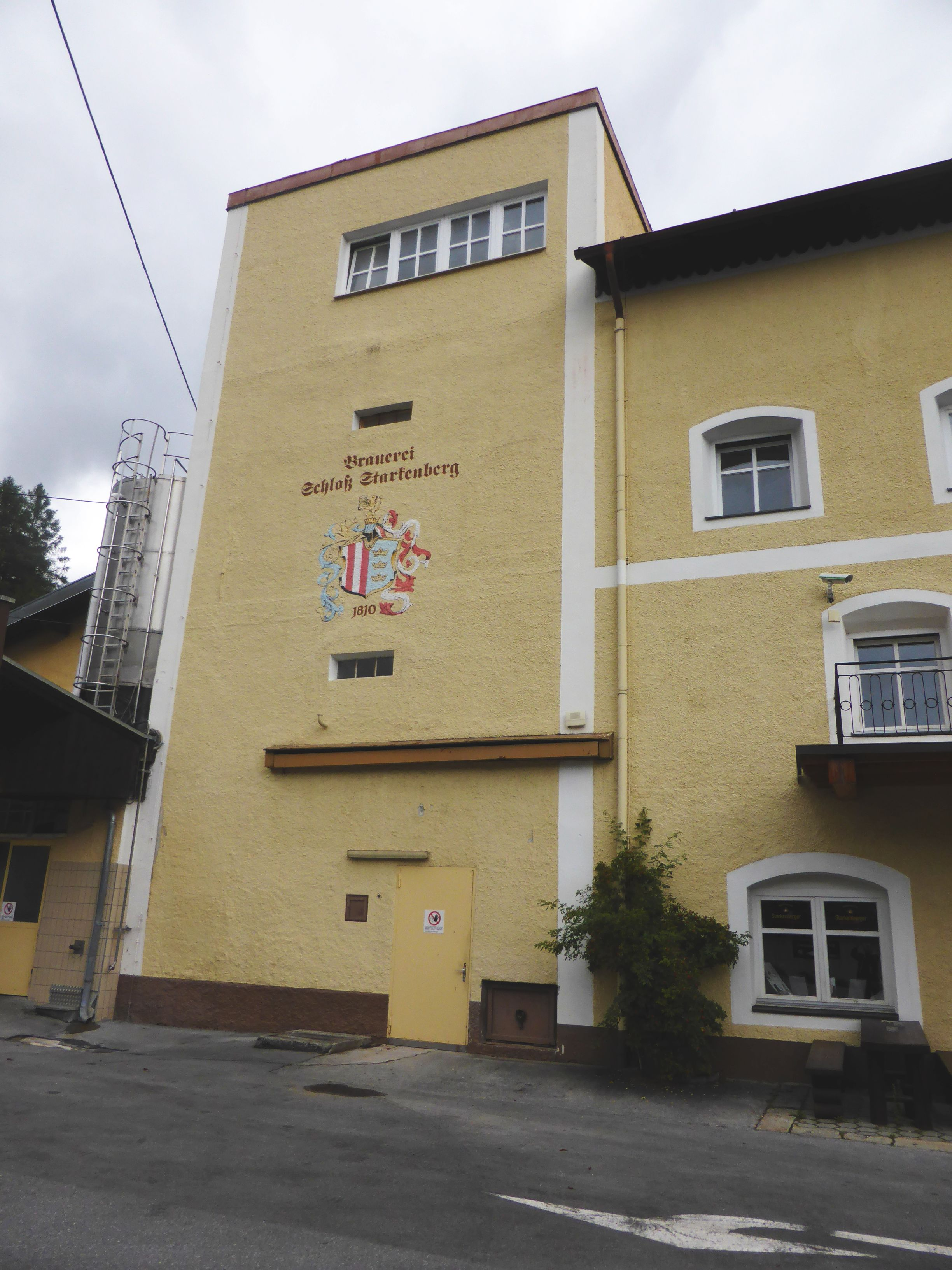
Brauerei

Starkenberger ist der Markenname des Bieres der Brauerei auf Schloss Neustarkenberg in Tarrenz (Tirol).

## Geschichte
Die Brauerei auf Schloss Starkenberg wurde 1810 von Anna Strele gegründet, nachdem Tirol von den Franzosen besetzt wurde (siehe Schlacht am Bergisel). 1910 erreichte die Brauerei einen Bierausstoß von 10.000 Hektolitern, bis 1972 konnte dieser Ausstoß auf 35.000 Hektoliter gesteigert werden. In der jüngsten Vergangenheit wechselte die Brauerei mehrmals die Besitzer. 1985 übernahm die Familie Amann die Brauerei und modernisierte diese. Das Einzugsgebiet der Brauerei Starkenberg konzentriert sich ausschließlich auf den Raum Tirol mit Schwerpunkt Tiroler Oberland.
Auf Schloss Starkenberg befindet sich das 2005 eröffnete „Starkenberger Bierschwimmbad“, in dem man in Abfällen aus der Bierherstellung baden kann. Es verfügt über drei Schwimmbecken von 4 × 4 Metern. Diese werden mit Biergeläger gefüllt, den bei der Bierherstellung anfallenden Heferückständen. Biergeläger wird schon lange zur Behandlung von Hauterkrankungen (u. a. Schuppenflechte) eingesetzt. Seit den 1990er Jahren wurden weltweit im Zuge des Spa- und Wellness-Trends eine Reihe von Bierschwimmbädern eröffnet.
Am 1. Oktober 2008 übernahm Martin Steiner die Brauerei Starkenberg Betriebs GmbH als verantwortlicher Geschäftsführer und Hauptgesellschafter.
Seit Anfang 2022 ist die Brauerei Mitglied bei dem „Verein der Unabhängigen Privatbrauereien Österreichs“.

## Produkte

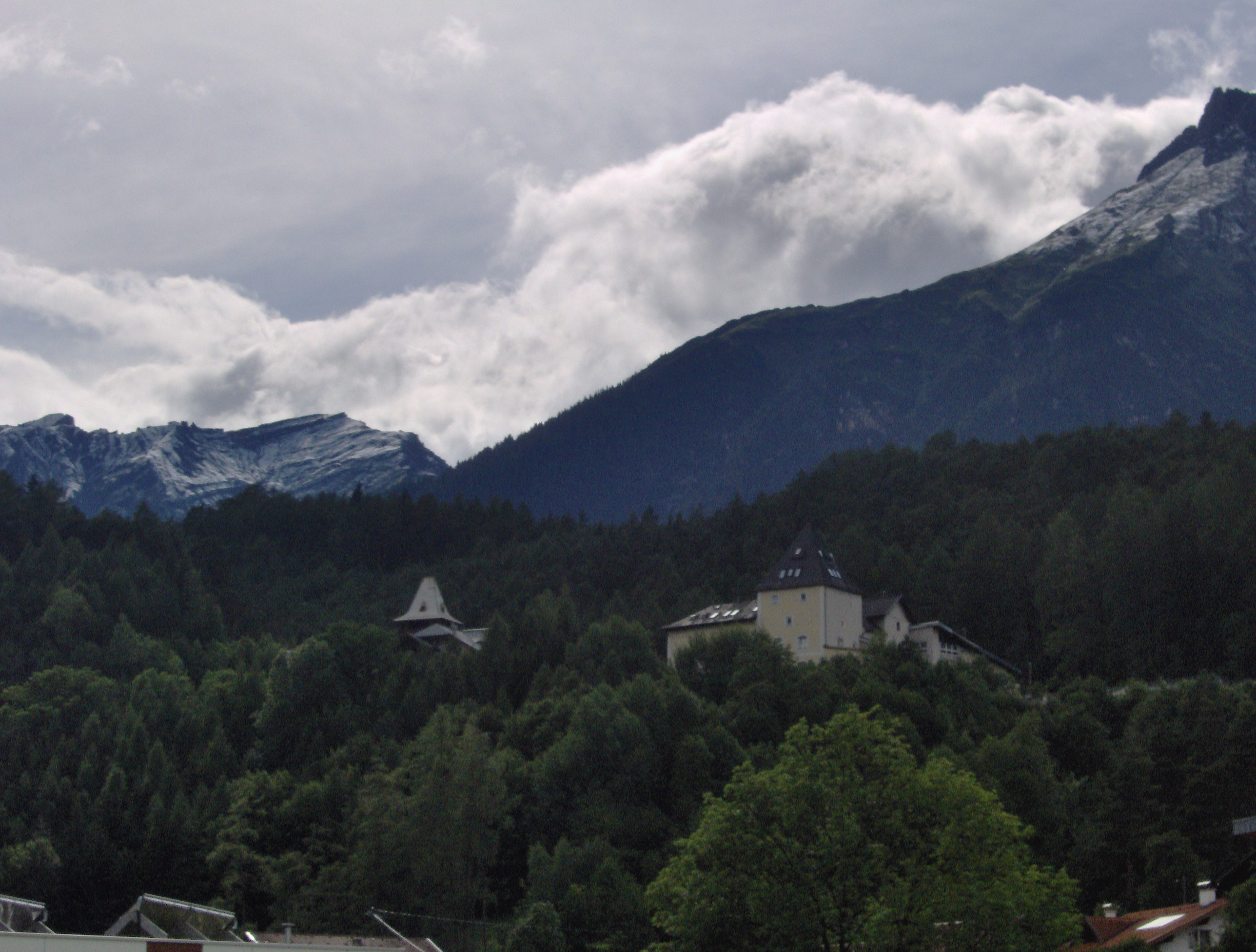
Schloss Starkenberg

Das Bier wird nach dem deutschen Reinheitsgebot mit eigenem Quellwasser gebraut. In den vergangenen 30 Jahren erreichten Biere der Brauerei Starkenberger 39 Goldmedaillen bei der „Monde Selection“ (Bierolympiade). 

Das Starkenberger Bier ist eines der meist prämierten Biere Österreichs.
Es werden unter anderem Lager, Schwarzbier, Pils, Radler, Bockbier, daneben auch verschiedene Single-Malt-Whiskys und -Liköre hergestellt.